# Nevcehle
Nevcehle (en allemand : Newzechle) est une commune du district de Jihlava, dans la région de Vysočina, en République tchèque. Sa population s'élevait à 220 habitants en 2024.

## Géographie
Nevcehle se trouve à 9 km au sud-sud-est de Třešť, à 20 km au sud-sud-ouest de Jihlava et à 124 km au sud-est de Prague.
La commune est limitée par Sedlejov et Panenská Rozsíčka au nord-ouest, par Pavlov au nord-est, par Stará Říše au sud-est, par Olšany au sud, et par Urbanov au sud-ouest.

## Histoire
La première mention écrite de la localité date de 1355.

## Transports
Par la route, Nevcehle se trouve à 11,5 km de Třešť, à 21 km de Jihlava et à 153 km de Prague.